# Объединение Саудовской Аравии
Объединение Саудовской Аравии — процесс, при котором различные племена, шейхства и эмираты большей части Аравийского полуострова были объединены под правлением династии дома Аль Сауд (Саудитов), между 1902 и 1932 годами, когда состоялось провозглашение современного Королевства Саудовская Аравия. Проводимый под руководством харизматичного лидера Абд аль-Азиза ибн Сауда, этот процесс создал то, что иногда называют Третьим Саудовским государством, чтобы отличать его от первого и второго государств, которые были созданы кланом Аль Саудов.

## Предыстория
Ибн Сауд находился в изгнании в Кувейте с 1893 года после распада Второго Саудовского государства и роста влияния Джебель-Шаммара, которым правил клан ар-Рашидов. В 1902 году Ибн Сауд отбил Эр-Рияд, бывшую столицу династии Аль Саудов, и стал эмиром Неджда.
В 1903-07 годах Абд аль-Азиз воевал с эмиратом Джебель-Шаммар (Хаиль), во главе с домом Рашидидов. Эмират был поддержан 8 батальонами пехоты Османской империи, но в итоге принадлежавшие ему земли Касима вошли в состав эмирата Неджд и Хаса.
Стремясь добиться лояльности крупнейших племен, Ибн-Сауд, по совету религиозных учителей, приступил к переводу их на оседлость. С этой целью в 1912 году было основано военно-религиозное братство ихванов (араб. «братья»). Все бедуинские племена и оазисы, которые отказались включиться в ихванское движение и признать Ибн Сауда своим эмиром и имамом, стали рассматриваться как враги Неджда.
В 1908 году шерифом Мекки стал Хусейн ибн Али аль-Хашими. Утвердившись у власти, Хусейн проявил стремление сделаться независимым правителем Хиджаза и подчинить себе другие области Аравийского полуострова. В борьбе против Османской империи мекканский шериф опирался на арабских националистов и на британцев. В 1914 году один из его сыновей — Фейсал установил связи с младоарабами и дамаскими реформаторами. Тогда же другой сын, Абдалла, наладил контакты с британской администрацией в Египте. Вначале сдержанные, отношения с европейцами заметно оживились во время Первой мировой войны. Британцы рекомендовали шерифу воспользоваться ситуацией и поднять антитурецкое восстание. В 1915 году было достигнуто тайное соглашение, по которому Великобритания обещала признать и гарантировать независимость арабского государства с территорией, включающей в себя весь Аравийский полуостров кроме Адена, Сирию, Палестину и Ирак.
В июне 1916 года мекканский шериф Хусейн призвал арабское население начать восстание против турок. Отряды восставших под командованием сыновей Хусейна — эмиров Али, Абдаллы, Фейсала и Зейда быстро захватили Джидду, порты Янбу и Умм Ледж. Расквартированный в Мекке турецкий гарнизон капитулировал. 2 ноября 1916 года собрание арабских эмиров провозгласило Хусейна королём арабской нации. Тогда же в Мекке было образовано арабское правительство, ключевые посты в котором занимали сыновья короля. Али стал премьер-министром, Абдалла — министром иностранных дел, Фейсал — министром внутренних дел. Великобритания и Франция признали Хусейна только королём Хиджаза. Этот титул в конце концов и закрепился за ним.
В 1917 году эмир Фейсал совершил рейд через пустыню и занял порт Акаба на северной оконечности Красного моря. В следующем году туркам было нанесено сокрушительное поражение в Палестине, оправиться от которого они уже не смогли. В середине 1918 года армия Фейсала взяла Маан и совместно с англичанами вступила в Сирию. 30 сентября был взят Дамаск. Но из всех захваченных территорий Фейсал I получил под своё управление только восточную Сирию. Остальные земли перешли под контроль союзников. На самом деле Великобритания и Франция не собирались выполнять договоренности, заключенные с Хусейном. Из обещанных ему провинций Палестина и Ирак оказались оккупированы британцами, а Сирия и Ливан — французами. Мечта Хусейна о создании великого арабского королевства осталась неосуществленной.

## Процесс объединения
Король Хусейн ибн Али решил объединить под своей властью Аравийский полуостров. Но он встретил противника в лице эмира Неджда Абд аль-Азиза ибн Сауда. С осени 1917 года между Хусейном ибн Али и Саудитами начались вооруженные столкновения из-за приграничных оазисов Тураба и Эль-Хурма, считавшихся воротами Хиджаза на пути из Неджда. В мае 1919 года сын Хусейна Абдалла захватил Турабу, но через несколько дней недждийцы атаковали его отряд и наголову разбили. Саудиты готовились напасть на Хиджаз, но в июне британцы вступились за своего союзника, потребовав от Абдул-Азиза ибн Сауда оставить Турабу и Эль-Хурму. Британские войска прибыли в Джидду, и Саудиды вынуждены были отступить.
В 1920 году ихваны вторглись на территорию Кувейта, но 10 октября 1920 года были разгромлены у Эль-Джахры и были вынуждены покинуть территорию Кувейта.
Ихваны совершали набеги на Трансиорданию в период с 1922 года по 1924 год.
В 1924 году недждский эмир Абдул-Азиз ибн Сауд возобновил военные действия против Хиджаза. Вооруженные отряды ваххабитов развернули наступление на Хиджаз. Англичане на этот раз демонстративно хранили нейтралитет, а собственные войска Хусейна терпели поражение за поражением. В этих условиях знать Хиджаза собралась 6 октября 1924 года в Джидде и вынудила Хусейна отречься от престола в пользу своего старшего сына Али, который стал вторым и последним королём Хиджаза из династии Хашимитов.
Новый король Али ибн Хусейн с несколькими сотнями своих сторонников отступил в Джидду. Ваххабиты овладели всем Хиджазом, заняли Мекку и начали осаду Джидды. 6 декабря 1925 года пала Медина, а 22 декабря, лишенный поддержки Али покинул Джидду. Завоеванный Хиджаз был аннексирован Саудитами.
Возникшее в результате этого государство было названо Королевством Неджд и Хиджаз с 1927 года.
В 1927 году племена Мутаир и Аджман восстали против власти ибн Сауда, что положило начало восстанию ихванов. Это восстание было подавлено к началу 1930 года.
После завоевания Асира и укрепления позиций в Эль-Хасе и Эль-Катифе государство ибн Сауда в 1932 году было названо Королевством Саудовская Аравия.